# لوک دو کلاپیر، مارکی دو ووونارگ
لوک دو کلاپیر، مارکی دو ووونارگ (به فرانسوی: Luc de Clapiers, marquis de Vauvenargues) (۶ اوت ۱۷۱۵ – ۲۸ مه ۱۷۴۷) نویسنده و اخلاق‌دان قرن هجدهم میلادی اهل فرانسه است.